# Гвастала
Гвастала (итал. Guastalla) је насеље у Италији у округу Ређо Емилија, региону Емилија-Ромања.
Према процени из 2011. у насељу је живело 11682 становника. Насеље се налази на надморској висини од 23 м.

## Становништво
| 1951.  | 1961.  | 1971.  | 1981.  | 1991.  | 2001.  | 2011.  |
| ------ | ------ | ------ | ------ | ------ | ------ | ------ |
| 13.824 | 13.654 | 14.242 | 13.558 | 13.354 | 13.886 | 14.786 |